# Kresnakloof

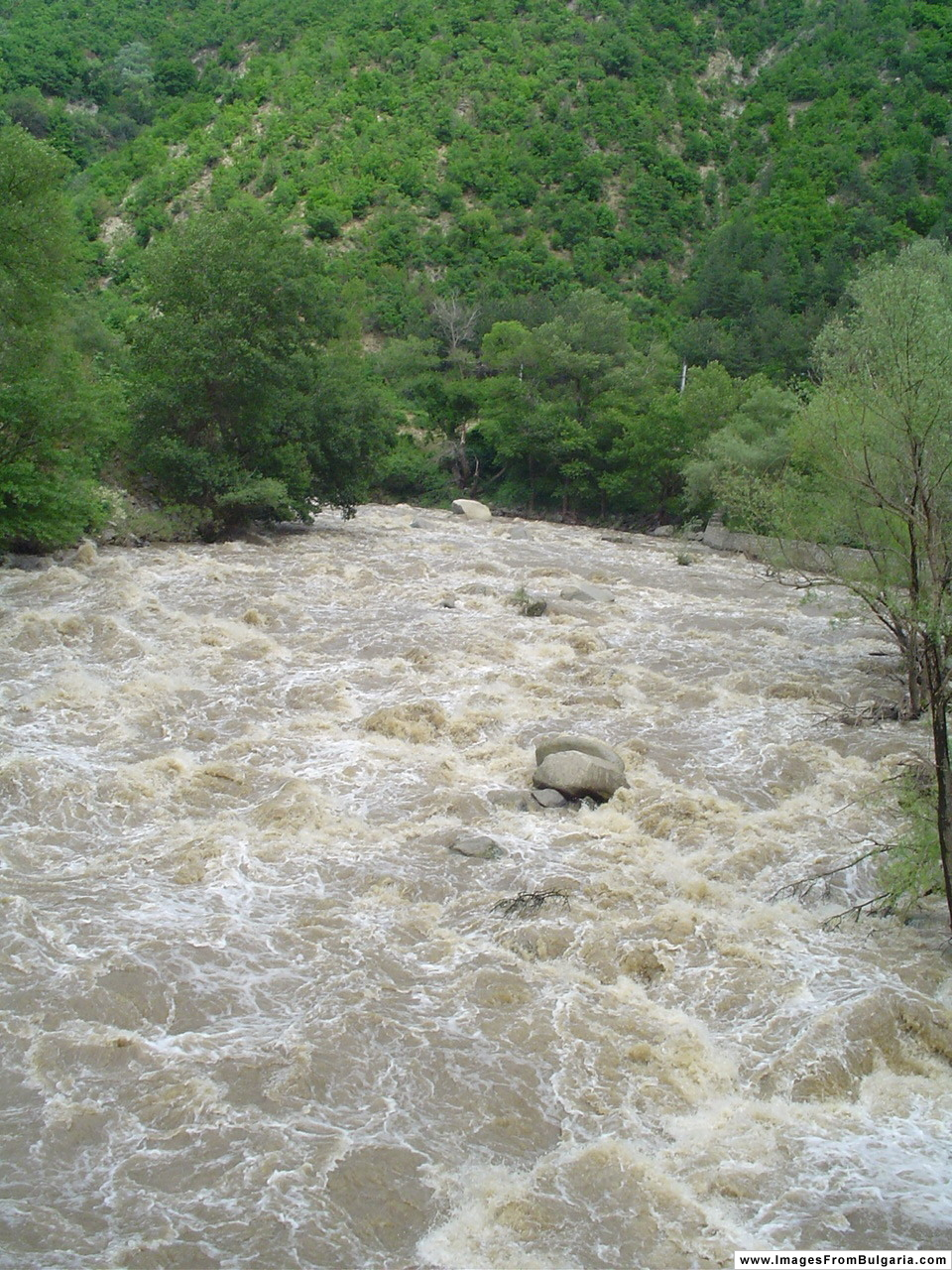
De Strymon in Kresna Gorge

De Kresnakloof (Bulgaars: Кресненско дефиле) is een steile vallei in het zuidwesten van Bulgarije die zich uitstrekt over een lengte van 18 kilometer. De kloof wordt gevormd door de rivier de Strymon die uit de Vitosha-bergen stroomt. De kloof van Kresna heeft een rijke biodiversiteit die onder druk staat van het bouwproject van de snelweg Stroema (A3), een nieuwe fase van de Pan-Europese Corridor IV. In het zuiden loopt de kloof door het natuurreservaat Tisata.
Kresna Gorge was de plek van de Slag om Kresna Gorge tussen Bulgarije en Griekenland tijdens de Tweede Balkanoorlog in 1913. Het Griekse leger werd bedreigd door omsingeling in de vallei, maar vanwege het oprukkende Roemeense leger tegen de niet verdedigde hoofdstad Sofia, moest Bulgarije instemmen met een staakt-het-vuren en het resulterende Vredesverdrag van Boekarest, dat ongunstig was voor de territoriale ambities van Bulgarije.

## Gebied en klimaat
Kresna Gorge ligt in de buurt van de dorpen Palat, Drakata en Krupnik, omringd door de Pirin en Maleshevskabergen. De kloof heeft een wisselend mediterraan klimaat omdat het zich bevindt tussen de Midden-Europese en mediterrane klimaatzones. De rivier de Strymon snijdt door de kloof en heeft een belangrijke geologische functie. In de buurt van de rivieroever zijn sedimentbodems die veranderen in ondiepe alluviale grond met kastanjebruine bodem aan de zijkant. Het rotsachtige terrein varieert in de hele kloof, met inbegrip van stenige hellingen, grote verticale kliffen en kleine rotsachtige delen.

## Ecologie
De kloof van Kresna herbergt een gevarieerde flora en fauna. De zuidelijke uitlopers van de kloof splitst het natuurreservaat Tisata in twee delen. De kloof herbergt veel belangrijke mediterrane plantensoorten, landschappen en de habitat van vogels. Er zijn ongeveer 31 soorten reptielen, 75 soorten zoogdieren en 232 soorten vogels in deze relatief kleine vallei. Kresna Gorge wordt beschouwd als een beschermd Natura 2000-gebied, wat aangeeft dat het belangrijk wordt gevonden bedreigde soorten daar te beschermen. Sommige vogelsoorten, zoals aalscholvers, nestelen niet in de kloof maar gebruiken het als levensbron tijdens hun langere vluchten in hun vogeltrekroute. De middelen die de kloof biedt zijn cruciaal en dienen als de belangrijkste rustplaatsen voor bedreigde en zeldzame vogelsoorten zoals de aasgier.
Er zijn verschillende soorten bossen in de kloof, waaronder verschillende soorten eiken zoals de donzige eik, de oosterse haagbeuk en pluimes. Gezien het klimaat gedijen hier typische mediterrane flora-soorten zoals de hulsteik en de olijfplant Phillyrea. De grootte van de vegetatie en plantenpopulatie in Kresna vormt een basis voor de gevarieerde populaties van vogels en andere dieren die hier leven.

## Stroema-snelweg
De Stroema-snelweg, een project dat deel uitmaakt van de Pan-Europese Corridor IV, is gepland om door de Kresna-kloof te gaan. De snelweg wordt door de Europese Unie en de Bulgaarse overheid gezien als een onmisbare commerciële en toeristische route en wordt gefinancierd door de Europese Investeringsbank (EIB). De snelweg zal een doorgang van Duitsland en Hongarije naar Griekenland bieden en heeft tot doel de Bulgaarse economie een impuls te geven. Het project zal echter ook een aantal destructieve effecten hebben voor de bewoners van de kloof en zijn ecosysteem. Met het huidige pad in de kloof heeft het gebrek aan goede mitigatie door de jaren heen al geleid tot vele sterfgevallen op de weg; bij de aanleg van de nieuwe snelweg zal de dierensterfte naar verwachting toenemen, niet alleen vanwege verkeersongevallen, maar ook vanwege de gevolgen van ontbossing en verlies van leefgebied.
De lokale bevolking in de nabijgelegen dorpen vreest dat met de aanleg van de snelweg zij hun winkels zullen moeten sluiten en dat zij niet meer in hun levensonderhoud kunnen voorzien. Ook zijn ze bang dat Kresna minder toeristen zal aantrekken en dat jonge bewoners vanwege de snelweg zullen emigreren. De snelweg zal sommige dorpelingen dwingen tijdens de bouw land en eigendom af te staan waardoor zij minder goed in hun levensonderhoud kunnen voorzien.
De Europese Unie financiert zowel de Bulgaarse overheid om de snelweg aan te leggen als de milieugroeperingen die opkomen voor de bescherming van de bedreigde natuur door de aanleg. Over de aanleg van deze Stroema-snelweg is een jarenlange strijd gaande tussen enerzijds de overheid en bouwbedrijven en anderzijds bewoners en milieugroeperingen.